# Nero Pakistan
Nero Pakistan (Moth Smoke) è un romanzo di Mohsin Hamid del 2000. Il romanzo fu trasposto nel film Daira del 2002.

## Trama
Daru (Darashikoh Shezad) ha 30 anni ed è nato a Lahore. È stato prima uno studente modello, poi un promettente pugile, ora un avviato funzionario bancario. Dopo un litigio con un facoltoso cliente, egli è licenziato e la sua carriera interrotta. Egli brama condurre la vita di quell'emergente élite pakistana alla quale sente di appartenere: uno stile di vita occidentale, costituito da lussuose ville e feste di società. Trascinato in un vortice di debiti, diventa un tossicodipendente e uno spacciatore per l'alta società, della quale frequenta le feste. Nell'estate rovente, Daru si innamora di Mumtaz, fascinosa moglie del suo migliore amico ma anche rivale, Ozi. Nel tentativo di dare una svolta alla sua vita borderline, Daru organizza un grande colpo con Murad, conducente di risciò. La rapina va storta ed egli si ritrova accusato dell'omicidio di un ragazzino. Dalla squallida cella del carcere, Daru ha modo di ripensare alla propria esistenza, incerta e in bilico come quella dell'odierno Pakistan.

## Edizioni
- Nero Pakistan, traduzione di E. D'Antonio, Novara, Piemme, 2002, ISBN 978-88-384-7366-1.
- Nero Pakistan, Collana Bestsellers, Novara, Piemme, 2008, ISBN 978-88-384-3337-5.